# سوق الأوراق المالية

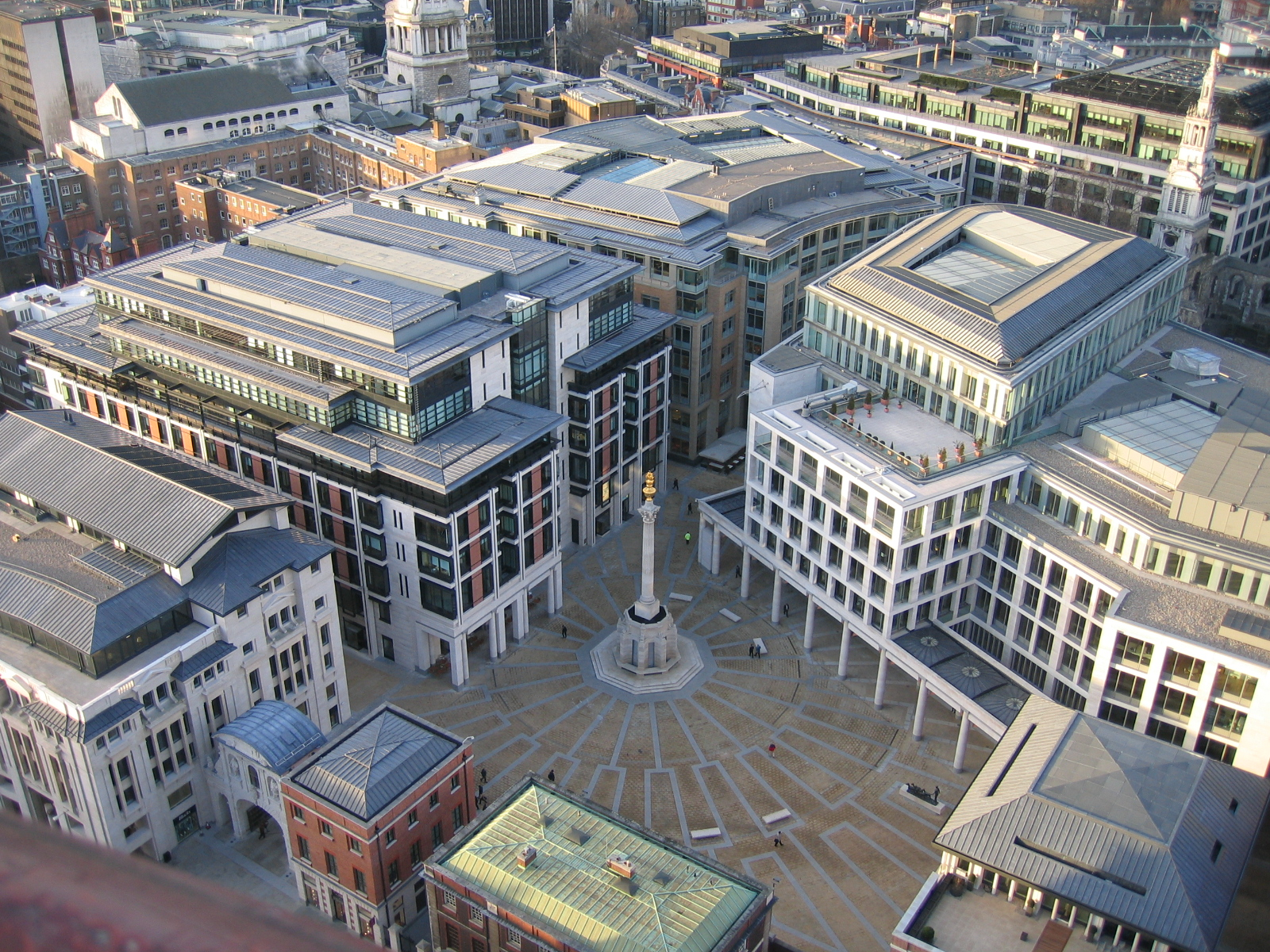
بورصة لندن في مدينة لندن.

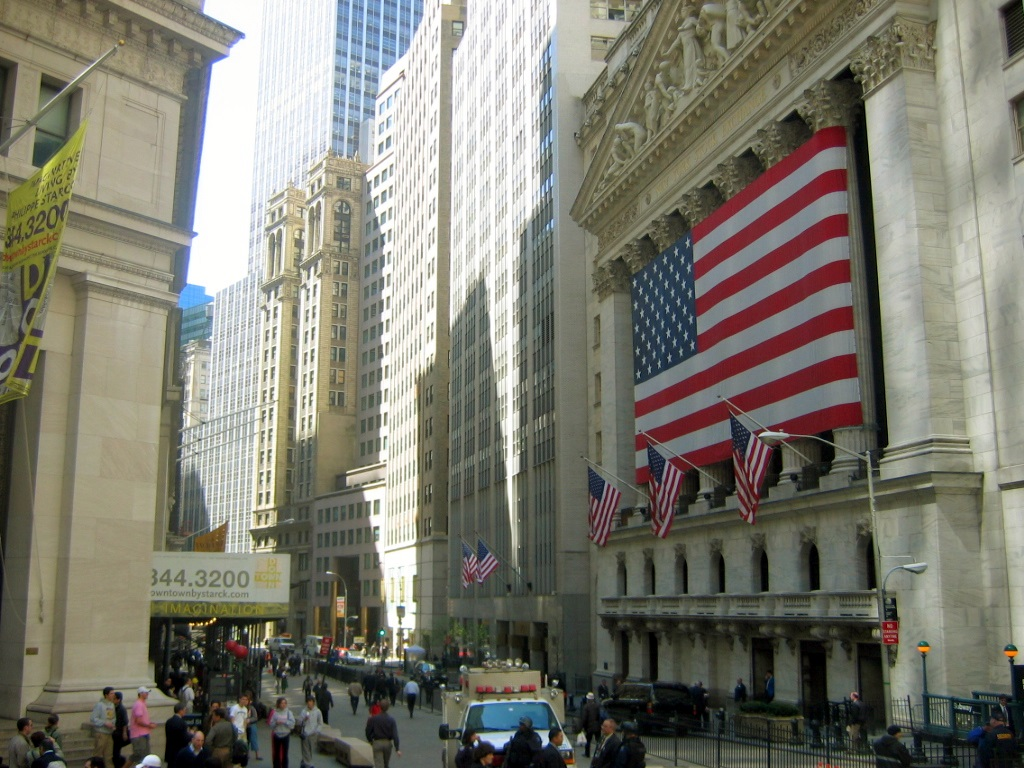
بورصة نيويورك، مدينة نيويورك.

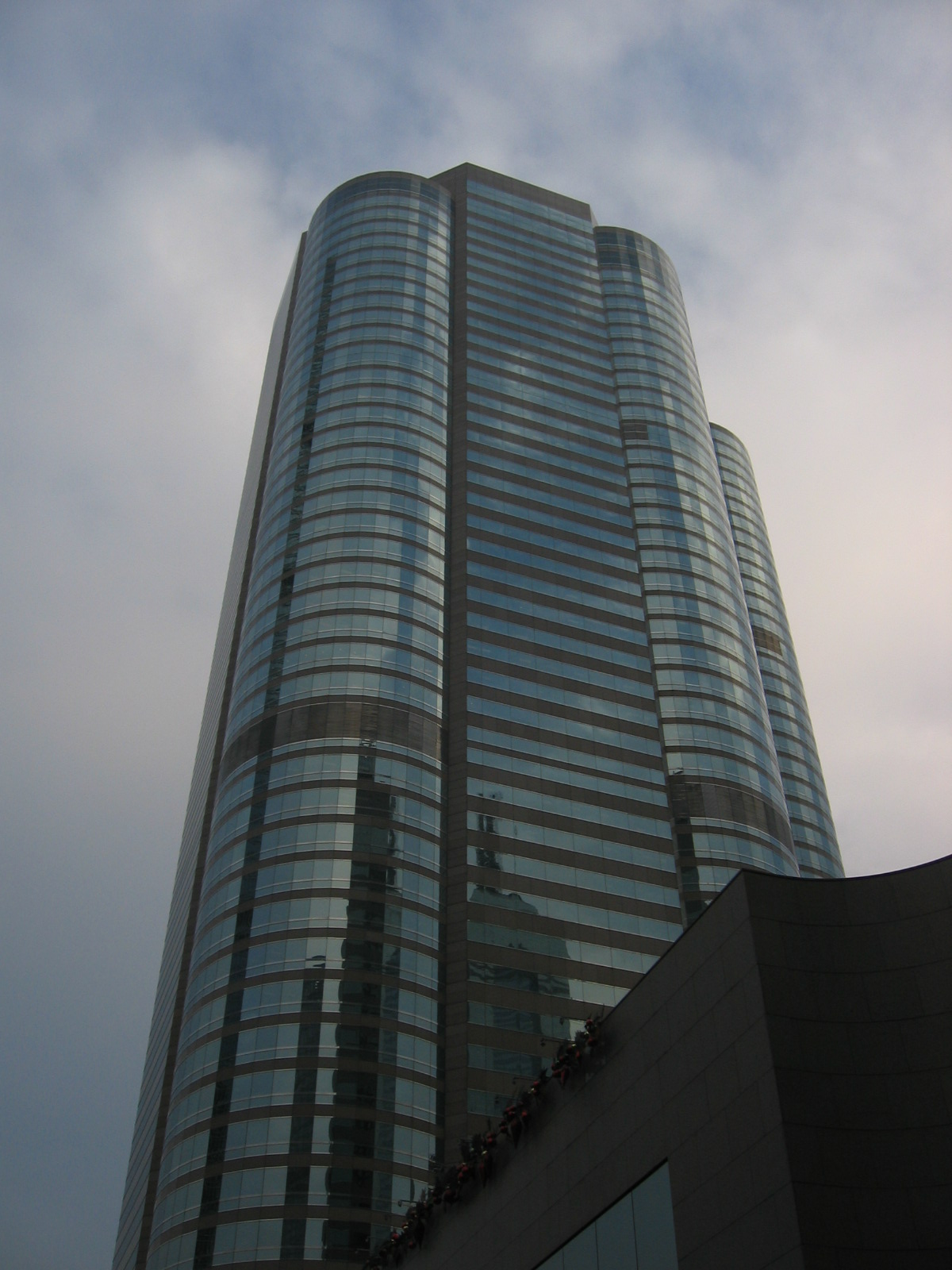
بورصة هونغ كونغ

اَلْبُورْصَةُ أَوْ البُرْصَة أو سُوقُ اَلْأَوْرَاقِ اَلْمَالِيَّةِ، سوق لكنها تختلف عن غيرها من الأسواق، فهي لا تعرض ولا تملك في معظم الأحوال البضائع والسلع، فالبضاعة أو السلعة التي يجري تداولها بها ليست أصولًا حقيقية بل أوراقًا مالية أو أصولًا مالية، وغالباً ما تكون هذه البضائع أسهماً وسندات. والبورصة سوق لها قواعد قانونية وفنية تحكم أداءها وتحكم كيفية اختيار ورقة مالية معينة وتوقيت التصرف فيها، وقد يتعرض المستثمر غير الرشيد أو غير المؤهل لخسارة كبرى في حال قيامه بشراء أو بيع الأوراق المالية في البورصة لأنه استند في استنتاجاته في البيع أو الشراء على بيانات خاطئة أو غير دقيقة أو أنه أساء تقدير تلك البيانات.
وبالنظر إلى جو المنافسة الحرة في البورصة (سوق الأوراق المالية)، فإن ذلك يقود في كثير من الأحيان إلى عمليات مضاربة شديدة انهارت فيها مؤسسات مالية وشركات كبرى، كما حصل في يوم الإثنين الأسود في بورصة نيويورك، أو يوم الاثنين الأسود الآخر الشهير في الكويت عام 1983 عندما بلغت الخسائر في سوق المناخ للأوراق المالية قرابة 22 مليار دولار. أو كارثة شهر فبراير في سوق الأسهم السعودية حيث فقد المؤشر 50% من قيمته كما فقدت معظم المتداولين السعوديين 75% من رؤوس أموالهم وأيضاً كارثة يوم الثلاثاء الأسود يوم 14 مارس 2006.
ويشار إلى مستوى سوق الأسهم بما يسمى نقطة، ويتم إحصاء النقاط للخسارة والارتفاع بما يسمى سعر الإغلاق للسوق في اليوم.
ويعتمد المتداولون (المتعاملون) عموماً على أسلوبين في اختيار الأسهم، التحليل الفني وهو أسلوب يمكن من فحص الأوراق المالية وفقا لتطور سعرها وتحركات السعر التاريخية وباستخدام الرسوم البيانية وذلك لتحديد توقيت التصرف بمعنى متى يتم شراء السهم أو بيعه أو الاحتفاظ به والتحليل الأساسي وهو فحص للقوائم المالية وذلك وصولا إلى القيمة الحقيقة للسهم بحيث يساعد التحليل الأساسي في التعرف على الأسهم ذات الخلل السعري أي المُسعّرة بأقل أو بأعلى من قيمتها الحقيقية، ولا يمكن القول أن التحليل الفني أفضل من التحليل الأساسي أو العكس ولكن المستثمر يحتاج للتحليل الأساسي لاختيار الأوراق المالية الجيدة ويحتاج للتحليل الفني للمساعدة في تحديد توقيت اتخاذ القرار، والجدير بالذكر أن أنصار التحليل الفني يرون أنهم هم الأدق والأفضل حيث يتنبؤون بالمستقبل باستخدام فكرة التاريخ يعيد نفسه بينما يعتبروا التحليل الأساسي تحليل قاصر لكونه يعتمد على أحداث ماضية تاريخية.
ويتغير سعر السهم في سوق الأسهم كنتيجة مباشرة لتغير نسب العرض والطلب على هذا السهم أو ذاك، ففي حالة الإقبال الشديد على الشراء فإن طلبات البيع رخيصة الثمن سوف تنفد، وتبدأ الطلبات الأكثر سعرا بالظهور ويبدأ معها السعر بالارتفاع تدريجيا، وهذا على عكس ما يجري في حال الإقبال على البيع.

## أصل كلمة بورصة

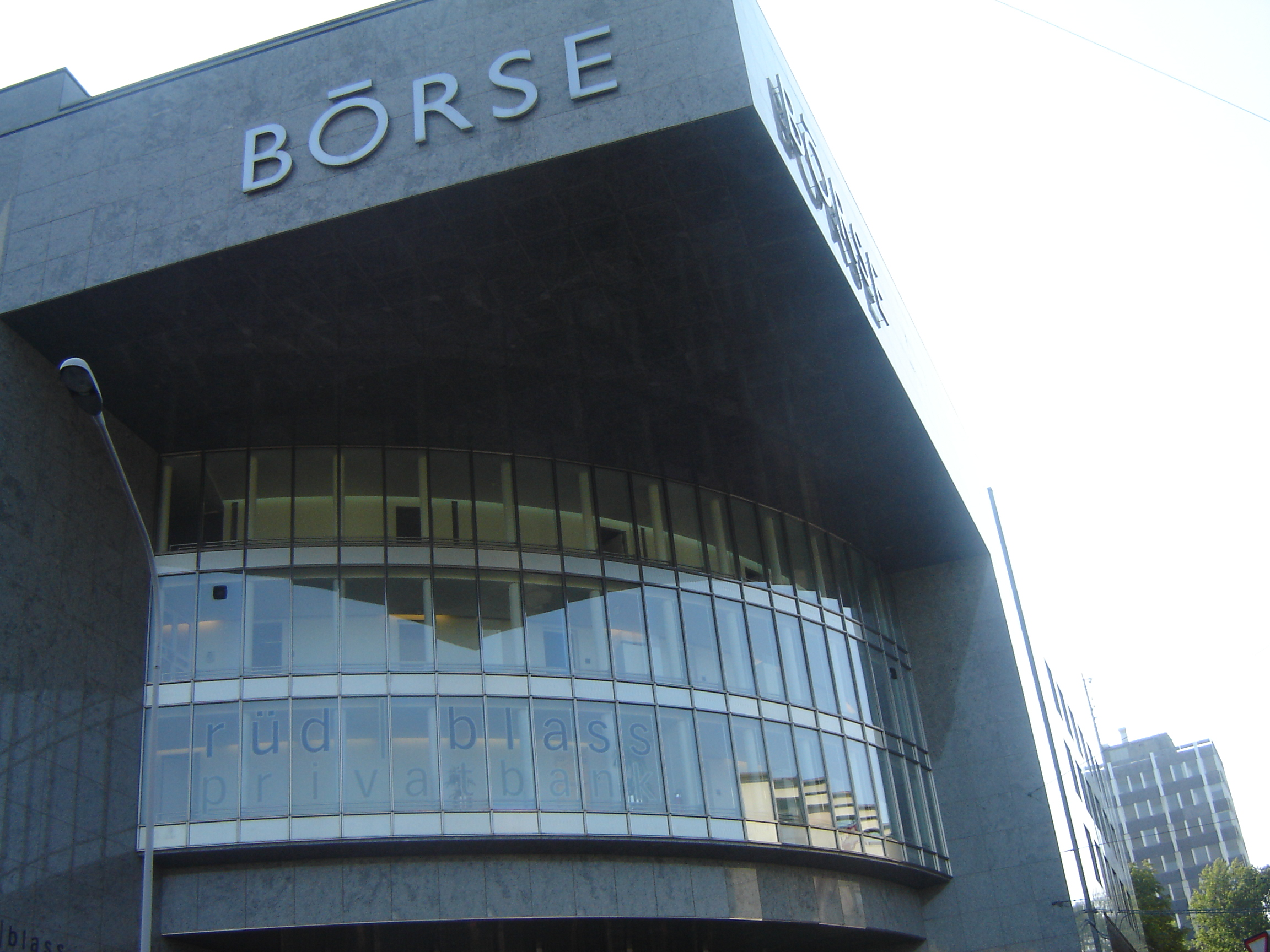
بورصة زيورخ.

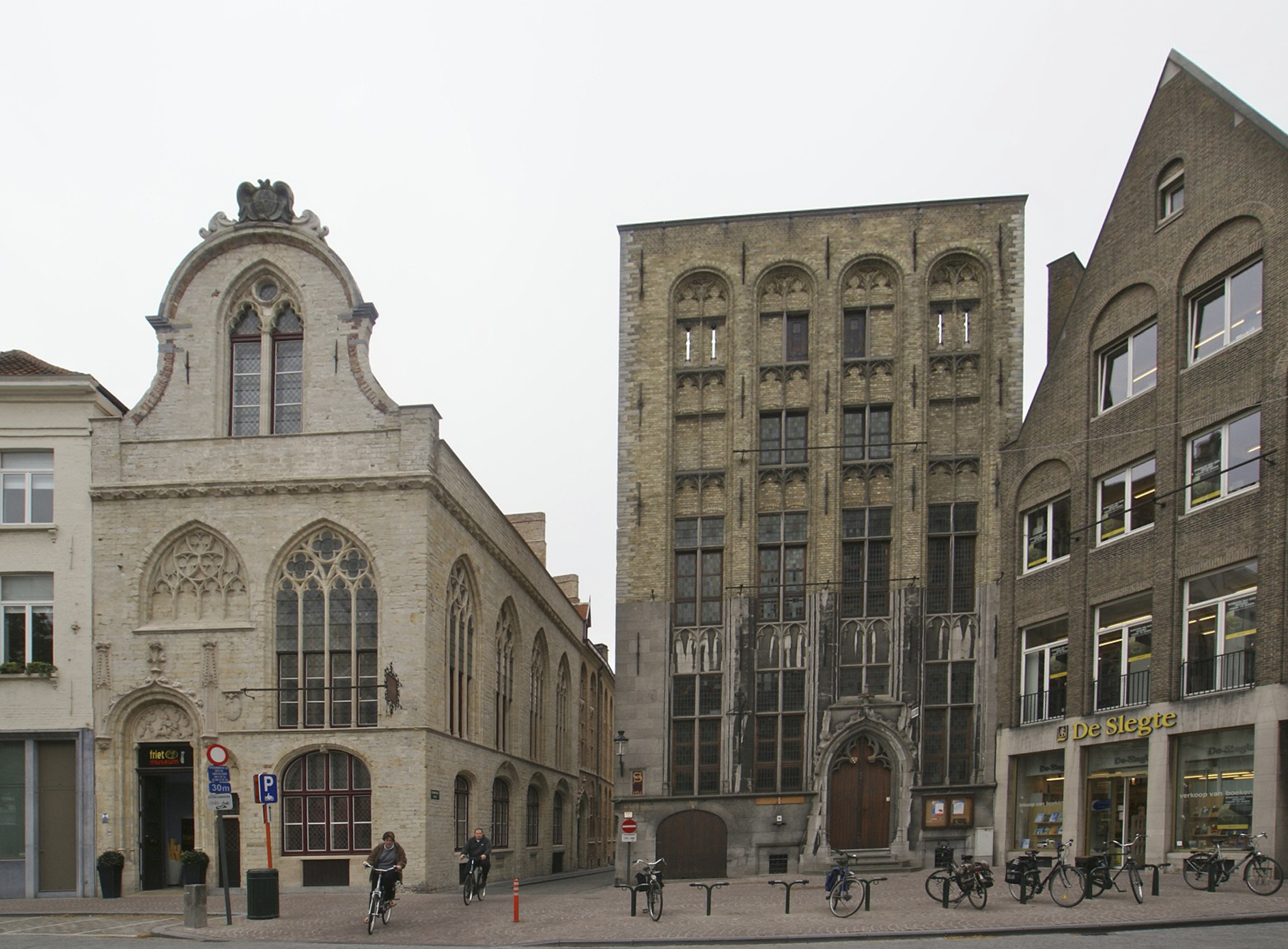
منزل Ter Beurze في مدينة بروج.

يعود أصل كلمة «بورصة» إلى اسم عائلة فان در بورصن (Van der Bürsen) البلجيكية التي كانت تعمل في مجال البنوك، واتفق على أن يكون الفندق الذي تملكه هذه العائلة بمدينة بروج مكاناً لالتقاء التجار المحليين في فترة القرن الخامس عشر، فأصبح بمرور الزمن رمزا لسوق رؤوس الأموال وبورصة للسلع. جاء أول نشر لما يشبه قائمة بأسعار البورصة طيلة فترة التداول لأول مرة عام 1592 بمدينة أنتويرب.

## دورها في نظر الاقتصاديين الليبراليين

### تأمين سيولة لتبادل الأسهم المطروحة في السوق الأولية
حيث أن المُكتتب على السهم، يستطيع بيع سهمه في سوق البورصة التي تسمى السوق الثانوية على أساس العرض والطلب، وقبل نشوء البورصة، كان أي شخص يريد بيع حصة له في شركة ما، يعلن عن ذلك عبر السماسرة والأصدقاء، بينما أصبح الآن قادرا على بيع أي حصة له –التي تدعى الآن أسهما- عبر تقنيات البورصة المعروفة.

### تسهيل جمع السيولة النقدية لنمو الشركات
إن طريقة إصدار الأسهم هي أسهل الطرق وأكثرها شيوعا لتمويل نشاطات الشركة التوسعية ومن الأمثلة على نشاطات الشركة التوسعية الاستحواذ على شركات أخرى وتوسيع الخطوط الإنتاجية وزيادة الحصة السوقية والاندماجات إلخ....

### تحفيز المدخرات نحو الاستثمار
بدلا من أن يضع المدخر نقوده في المصارف بعوائد فائدة منخفضة نسبيا فإن سهولة الاستثمار في السوق المالية يحفز المدخر لاستثمار أمواله فيها وفي القطاعات الاقتصادية المختلفة.
ولكي يتم تشجيع أفراد المجتمع على الاستثمار فيجب أولا أن يتم خفض سعر الفائدة في المصارف وفتح مجال الاستثمار في المجتمع وتشجيع صغار المستثمرين بإعفائهم من الضرائب لمدة معينة ومساعدتهم على تسويق منتجاتهم وتدريب من يحتاج منهم للتدريب مع العمل على فتح أسواق جديدة لهؤلاء المستثمرين.

### مساعدة الحكومة والشركات على جمع النقود للمشاريع الإنمائية
تستطيع الحكومات أو الشركات الاستثمارية جمع السيولة النقدية الكافية للمشاريع الإنمائية عن طريق اقتراض الأموال وذلك لتغطية تكاليف مشاريع البُنى التحتية وتسهل السوق المالية ذلك الأمر عن طريق طرح الاسهم أو السندات في هذه السوق.

### إعادة توزيع الثروة
نظراً لاتساع الشريحة السكانية في الأسواق المالية فإن المكاسب تساعد في تضييق الفجوة بين الأغنياء والفقراء.

### تحفز حوكمة الشركات
مفهوم حوكمة الشركات يعني التزام الشركة بالإدارة الجيدة، ولأن السوق المالية تساهم في توسيع قاعدة المساهمين فإن الشركات تسعى إلى استقطاب مساهمين أكثر لخدمة أهدافها التوسعية هذه ومن أهم معايير استقطاب هؤلاء المستثمرين كفاءة الإدارة في تحقيق غايات المساهمين لذلك فإن الاتجاه العام أن شركات المساهمة المطروحة للجمهور أو ما يطلق عليها شركات الاكتتاب العام يلزم أن تتوافر فيها الكفاءة الإدارية بدرجة أكبر من شركات المساهمة التي لم تطرح للاكتتاب العام أو ما يطلق عليها الشركات العائلية، حيث أنه كلما التزمت الشركة بقواعد الحوكمة كلما زادت ثقة المستثمرين فيها.

### تعد مؤشرات الأسهم مقياسًا للأداء الاقتصادي
تعمل الأسواق المالية، في الغالب، كمرآة للاقتصاد، من خلال تفاعل قوى العرض والطلب، وتأثر هذه القوى بالحالة الاقتصادية العامة.
ويُعتبر المؤشر العام لأسعار الأسهم في السوق المالية من المؤشرات السابقة للأحداث، حيث تعكس أسعار الأسهم توقعات المستثمرين بشأن الأوضاع الاقتصادية المستقبلية.
وبالتالي، فإن تحركات المؤشر تعطي إشارات مبكرة عن الاتجاهات الاقتصادية المحتملة، مما يساعد واضعي السياسات الاقتصادية على اتخاذ التدابير المناسبة في الوقت المناسب.
تلعب سوق الأوراق المالية دورًا حيويًا في الحياة الاقتصادية، ويمكن تلخيص أبرز وظائفها فيما يلي:
- تنمية الاقتصاد القومي عن طريق تشجيع توجيه المدخرات للاستثمار في الأوراق المالية، حيث تشجع سوق الأوراق المالية صغار المدخرين وكبارهم ممن لديهم فائض مالي لا يستطيعون استخدامه في القيام بمشاريع مستقلة بأموالهم نظرا لعدم وجود فكرة استثمارية لديهم، ومن ثم فإنهم يفضلون شراء أوراق مالية على قدر أموالهم، وهذا يساعد على خدمة أغراض التنمية وجدير بالذكر أن القوة الشرائية للنقود تنخفض بمُضي الزمن وعليه فإن الاستثمار للأموال يساعد على زيادتها للحد من تآكلها بفعل التضخم.
- المساعدة في تحويل الأموال من الفئات التي لديها فائض (المقرضين) إلى الفئات التي لديها عجز (المقترضين). فالمقرضون يقومون بتخفيض نفقاتهم الاستهلاكية الحالية مقابل الحصول على دخول أعلى في المستقبل عند حلول آجال استحقاق تلك القروض، وعندما يقوم المقترضون باستخدام تلك الأموال المقترضة في شراء وتأجير عناصر الإنتاج، فإنهم سوف ينتجون دخولا أعلى، وبالتالي زيادة مستوى المعيشة ليس فقط للمقترضين بل لكل فئات المجتمع.
- المساهمة في تمويل خطط التنمية عن طريق طرح أوراق مالية حكومية في تلك السوق. حيث رافق بروز أهمية الأوراق المالية التي تصدرها شركات المساهمة ازدياد التجاء الحكومات إلى الاقتراض العام من أفراد الشعب، لسد نفقاتها المتزايدة وتمويل مشروعات التنمية، وذلك عن طريق إصدار السندات والأذونات التي تصدرها الخزانة العامة ذات الآجال المختلفة، ومن هنا صارت هذه الصكوك مجالا لتوظيف الأموال لا يقل أهمية عن أوجه التوظيف الأخرى.
- المساهمة في دعم الائتمان الداخلي والخارجي. حيث إن عملات البيع والشراء في سوق الأوراق المالية تعد مظهرا من مظاهر الائتمان الداخلي، فإذا ما ازدادت مظاهر هذا الائتمان ليشمل الأوراق المالية المتداولة في البورصات العالمية أصبح من الممكن قبول هذه الأوراق كغطاء لعقد القروض المالية.
- المساهمة في تحقيق كفاءة عالية في توجيه الموارد إلى المجالات الأكثر ربحية؛ وهو ما يصاحبه نمو وازدهار اقتصادي.

وهذا الأمر يتطلب توافر عدة سمات في سوق الأوراق المالية، يمكن إيجازها فيما يلي:
- كفاءة التسعير: بمعنى أن تعكس الأسعار كافة المعلومات المتاحة.
- كفاءة التشغيل: بمعنى أن تتضاءل تكلفة المعاملات إلى أدنى حد، مقارنة بالعائد الذي يمكن أن تسفر عنه تلك المعاملات.
- عدالة السوق: بمعنى أن تتيح السوق فرصة متساوية لكل من يرغب في إبرام الصفقات.
- الأمان: ويقصد به ضرورة توافر وسائل للحماية ضد المخاطر التي تنجم عن العلاقات بين الأطراف المتعاملة في السوق، مثل مخاطر الغش والتدليس وغيرها من الممارسات الخاطئة التي يعمد إليها بعض الأطراف.
- عمق السوق: ويقصد به وجود عدد كبير من أوامر البيع والشراء على كل ورقة مالية بحيث إنه كلما كان هناك عرض كلما كان هناك طلب يقابله.
- استمرارية السوق: أي عدم وجود تقلبات سعرية أو اختلافات سعرية في أثناء جلسة التداول للورقة المالية.
- تحديد أسعار الأوراق المالية بصورة واقعية على أساس من المعرفة الكافية ودرجة عالية من العدالة. حيث يتم تحديد أسعار الأوراق المالية عبر المفاوضة أو المزايدة (المزاد العلني) والتي تعكس بصورة أقرب إلى الدقة رأي المتعاملين في السعر المناسب للورقة المالية وفقا لظروف السوق السائدة، بالإضافة إلى ما تقوم به الشركات والجهات الاقتصادية من نشر كافة البيانات المتعلقة بالشركات وصكوكها وأرباحها ومراكزها المالية؛ وهو ما يحول دون خلق سعر غير واقعي للورقة المالية. ويمثل هذا السعر أفضل الأسعار بالنسبة للبائع (أعلى سعر طلبHighest Bid) وللمشتري (أدنى سعر عرض Lowest Offer).
- إن سوق الأوراق المالية تعتبر أداة هامة لتقويم الشركات والمشروعات. حيث تساهم في زيادة وعي المستثمرين وتبصيرهم بواقع الشركات والمشروعات، ويتم الحكم عليها بالنجاح أو الفشل. فانخفاض أسعار الأسهم بالنسبة لشركة من الشركات دليل قاطع على عدم نجاحها أو على ضعف مركزها المالي؛ وهو ما قد يؤدي إلى إجراء بعض التعديلات في قيادتها أو في سياستها أملا في تحسين مركزها.
- تحويل الانتظار وتحويل المخاطر: حيث يستطيع المستثمر أن يتخلص من الأوراق المالية التي لا يقدر على تحمل مخاطرها أو لا يستطيع أن يتحمل الانتظار فيها لحين تاريخ استحقاقها ويقوم بتحويلها إلى طرف آخر.

## سلبيات أسواق المال

### تحليل نظري للمضاربة
يجدر التمييز بين الاستثمار في الشركات عن طريق السوق المالي بهدف الحصول على نسبة من أرباح تلك الشركات وهو بكل تأكيد مفيد لتلك الشركات ويساهم في نشاط الاقتصاد، عن طريق الاستثمار في السوق المالي وشركاته بهدف المضاربة، وهو الحافز الرئيسي للمستثمرين في السوق. وبالنسبة لهؤلاء، أفراداً أو مؤسسات يعتبر السوق المالي منتجاً للثروة كما هي التجارة، بل ساحة لتبادل الثروة فقط، إذ يحتمل ولو نظرياً أن تتمكن كل الشركات في أي نشاط تجاري ضخم من تحقيق الأرباح أو عدم التعرض للخسائر على الأقل، لكن ذلك غير ممكن عن طريق المضاربة في الأسواق المالية حتى نظرياً، فكل ربح عن طريق المضاربة في السوق المالي لا بد من أن تقابله خسارة طرف آخر. ولو بعد حين.
الطرف الاستثماري الحقيقي في السوق هو إدارة السوق بالإضافة إلى وسيط أوراق مالية الذين يتقاضون عمولات مفروضة على كل عملية تداول. وبالتالي فهم يضمنون ربحهم سواء خسر المتداول أم ربح.

### غياب السيولة عن الاقتصاد «الحقيقي»
ويساهم السوق المالي في غياب السيولة النقدية عن الاقتصاد، إذا يتسبب ضخ السيولة في السوق المالي خصوصاً أثناء فترات صعود السوق وارتفاع الأسعار في تشجيع الناس على استثمار مدخراتهم ودخلهم ورؤوس أموالهم للمضاربة في السوق المالي. وبالتالي يلاحظ تباطؤ في نشاطهم الاقتصادي خلال تلك الفترات.

### الأسواق منقطعة عن الواقع
اعتبر الاقتصادي البريطاني جون مينارد كينز في كتابه النظرية العامة في التشغيل والفائدة والنقود (الباب الثاني عشر) أن البورصة أشبه بمباراة جمال أي أنّ الربح في البورصة يقتضي ألا تشتري أسهم الشركة الأكثر ربحا بل أسهم الشركة التي يظن الجميع أنها تحقق ربحا أكثر.
ويؤدي هذا الفارق اللطيف إلى استعمال مبالغ فيه للدعاية والإعلام إذ أنّ الشركة لا تحتاج أن تكون رابحة بل أن تُوهِم أغلبيةَ الفاعلين بهذا ثمّ أن تعلم القاصي والداني بأن الأكثرية تعتقد بأنها رابحة، مما سيزيد من ثقة المساهمين بأسهمها وإن كان ذلك على أسس وهمية.
وتشهد على ذلك الفضائح المالية من طرف قضيتي إنرون وورلدكوم اللتين خرّبت حياة الألوف من الناس.

### إعراض المضاربين عن الاقتصاد الحقيقي
يتسبب دخول مستثمرين يجهلون آلية المضاربة في السوق إلى ضياع مدخراتهم ورؤوس أموالهم، كما يشجع الكثيرين على الكسل والتراخي، فالتداول في السوق لا يتطلب من وجهة نظر الكثيرين، أي جهد، ولا يتطلب فتح شركة، ولا توظيف موظفين، ولا استخراج موافقات وتراخيص وحسابات ورواتب، مما يعني وعوداً بأرباح كبيرة، دون جهود مقابلة، لكن السوق لا يفي دائماً بتلك الأحلام.

## انهيار السوق المالي
تتحرك كل الأسواق المالية في شكل موجة تكون في محصلتها النهائية متصاعدة، لكنها تتعرض لانخفاضات متفاوتة المدة والشدة خلال الزمن. وتتحول عملية التداول في السوق المالي إلى ظاهرة اجتماعية في مراحل معنية، مما يعني ضخ سيولة إضافية في السوق، وارتفاع أسعار الأسهم فوق كل الحدود المنطقية، وتتحول بالتالي قضية المضاربة في السوق إلى الشغل الشاغل للناس، وأمام هذه الأرباح الخيالية التي يشعر البعض بأنها في متناول يديه، أو يكون البعض الآخر قد حققها في الواقع، يبادر الكثيرون إلى ضخ المزيد أيضاً من السيولة في السوق المالية، مما يزيد في تصاعد الأسعار إلى حدودها القصوى والنهائية، حين يتم ضخ كل السيولة المتاحة في السوق، وعند ذلك لا يبقى سوى وقت قليل لحدوث الانهيار ومعه تنهار أحلام الكثيرين كما جرى في فقاعة التوليب في هولندا قبل 300 سنة.

## وصلات خارجية
- ما يهم المسلم للتعامل في البورصة، إسلام أون لاين